# Јаблонове (Малацки)
Јаблонове (слч. Jablonové) насељено је мјесто са административним статусом сеоске општине (слч. obec) у округу Малацки, у Братиславском крају, Словачка Република.

## Становништво
| Година:    | 1994. | 2004.   | 2014.    | 2024.    |
| ---------- | ----- | ------- | -------- | -------- |
| Број људи: | 1027  | 1082    | 1206     | 1429     |
| Разлика:   |       | +5,35 % | +11,46 % | +18,49 % |

| Година:    | 2023. | 2024.   |
| ---------- | ----- | ------- |
| Број људи: | 1419  | 1429    |
| Разлика:   |       | +0,70 % |

Према подацима о броју становника из 2024. године насеље је имало 1429 становника.